# الصلولة (يريم)

تعديل مصدري - تعديل

الصلولة محلة تابعة لقرية الفرجدي، التابعة لعزلة ارياب بمديرية يريم إحدى مديريات محافظة إب في الجمهورية اليمنية.، بلغ تعداد سكانها 58 حسب تعداد اليمن لعام 2004.